# Virginia Slims of Detroit 1974
Virginia Slims of Detroit 1974  — жіночий тенісний турнір, що проходив на закритих кортах з килимовим покриттям Cobo Hall & Arena в Детройті (США) в рамках Світової чемпіонської серії Вірджинії Слімс 1974. Відбувсь утретє і тривав з 20 до 24 лютого 1974 року. Перша сіяна Біллі Джин Кінг здобула титул в одиночному розряді й отримала за це 10 тис. доларів США.

## Фінальна частина

### Одиночний розряд
Біллі Джин Кінг —  Розмарі Касалс 6–1, 6–1

### Парний розряд
Розмарі Касалс /  Біллі Джин Кінг —  Франсуаза Дюрр /  Бетті Стов 2–6, 6–4, 7–5

## Розподіл призових грошей
| Дисципліна       | П       | F      | ПФ     | ЧФ     | 1/8  | 1/16 |
| Одиночний розряд | $10,000 | $5,600 | $2,800 | $1,400 | $700 | $350 |